# Enno Neef
Enno Neef (Alkmaar, 1 oktober 1946) is een Nederlands bestuurder en politicus van de PvdA.
Neef was van september 1969 tot oktober 1972 lid van Wijkcomité Spoorbuurt te Alkmaar. In 1970 stond hij vierde op de kieslijst van de Kaasbouters, de Alkmaarse kabouterbeweging. Op 2 oktober 1972 werd hij geïnstalleerd als lid van de PvdA-fractie in de Alkmaarse Gemeenteraad. In dat jaar waren er tussentijdse verkiezingen vanwege een gemeentelijke herindeling in oktober 1972. Vanaf 1982 was Neef fractievoorzitter voor de Alkmaarse PvdA.
In 1987 werd Neef gekozen als lid van Provinciale Staten Noord-Holland. In 1989 zegde hij na zestien jaar zijn lidmaatschap van de gemeenteraad van Alkmaar op. Vanaf 1995 was hij fractievoorzitter van de Statenfractie. Van januari 1998 tot maart 2003 was hij lid van het Gedeputeerde Staten van Noord-Holland, met in zijn portefeuille onder andere zorg, welzijn en cultuur. In die periode woonde hij in Koedijk aan de Westfriese Omringdijk.
Vanaf november 2003 tot 2005 was Neef waarnemend burgemeester van Medemblik. Daar was hij voorzitter van het fusieproces tussen de gemeenten Medemblik, Noorder-Koggenland en Wognum. Daarna ging hij in de Franse regio Poitou-Charentes wonen, maar ook na die verhuizing bleef hij als zelfstandig consultant actief in Nederland, via het bedrijf Enno Neef Advies & Bestuur & Toezicht. Hij was onder andere voorzitter van de raad van toezicht van jeugdzorginstelling OCK het Spalier en president-commissaris van afvalverwerker Afvalzorg. Per 1 januari 2012 heeft hij alle functies neergelegd. Behoudens de vijf jaar dat hij in Frankrijk woonde, is Neef steeds lid van de PvdA gebleven.